# Lotus Elite
La Lotus Elite è un'autovettura sportiva prodotta dalla casa automobilistica inglese Lotus Cars a partire dal 1957 al 1982. Le due distinte generazioni hanno in comune tra loro, oltre la denominazione, il materiale con cui è realizzata la carrozzeria: la vetroresina.
La prima generazione, siglata internamente Type 14, venne prodotta tra il 1957 ed il 1963 mentre la seconda, codificata come Type 75 venne prodotta tra il 1974 e il 1982.

## Prima serie (1957-1966)
La Type 14, che debuttò al Salone dell'Automobile di Londra del 1957 era una piccola coupé 2 posti caratterizzata dall'innovativa soluzione della scocca portante interamente in fibra di vetro, con inserito all'interno una struttura in acciaio.
Grazie a questa soluzione la piccola sportiva Lotus aveva un peso contenuto in 504 kg.

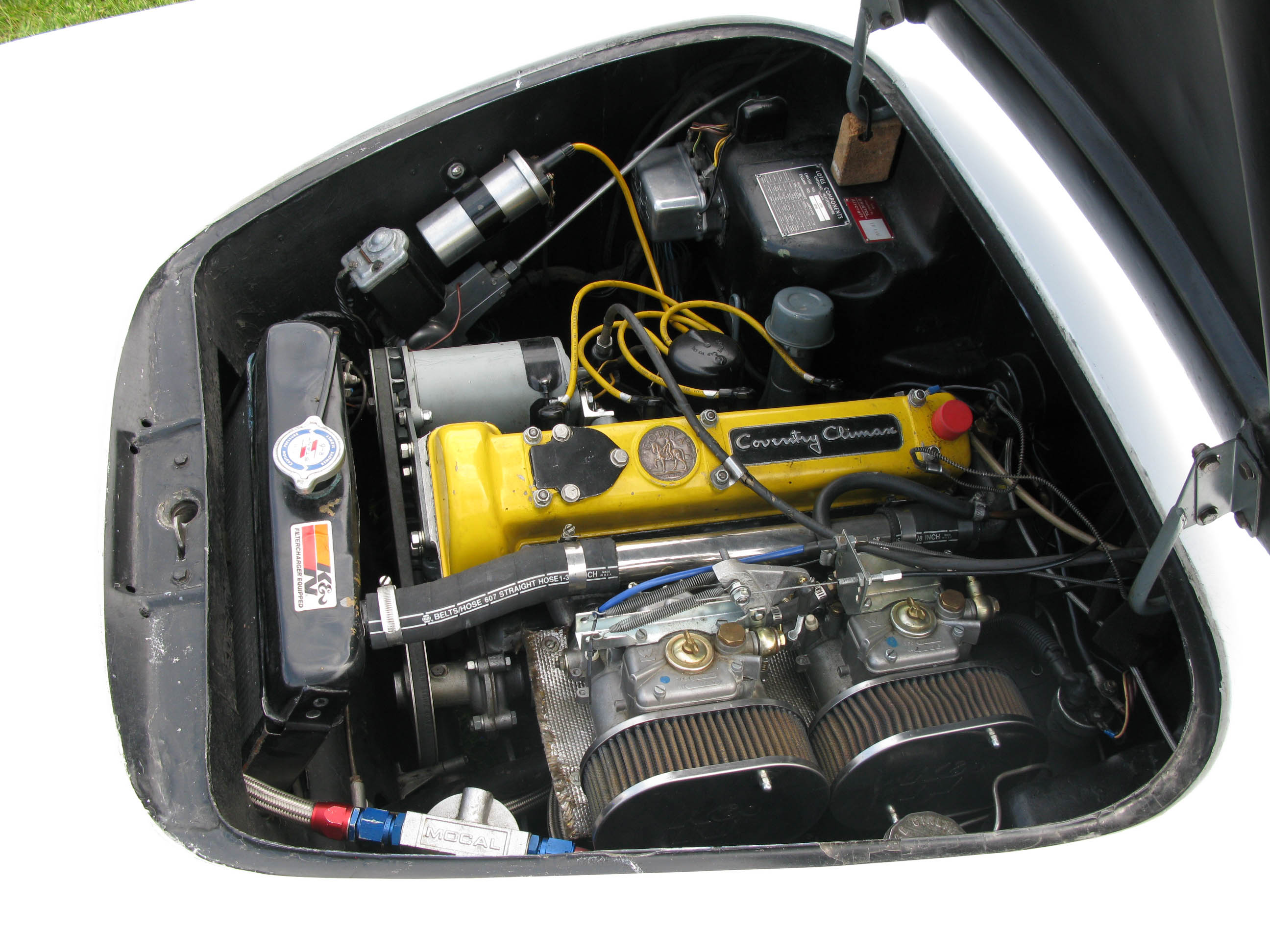
Il motore

Spinta da un piccolo 4 cilindri in linea monoalbero in testa tutto in alluminio prodotto dalla Coventry Climax di 1.216 cm³ da 72 cavalli, la Elite raggiungeva, una velocità di punta di 180 km/h.
La trazione posteriore, il cambio manuale a 4 marce (d'origine MG), le sospensioni a 4 ruote indipendenti e i freni a disco su tutte le ruote, completavano il quadro tecnico.
Le scocca portante in vetroresina diede, inizialmente, parecchi problemi, tanto che la costruzione venne successivamente affidata agli specialisti della Bristol Aeroplane Company. Anche l'impianto elettrico Lucas Automotive diede qualche grattacapo ai proprietari delle prime Elite. Con humor tipicamente inglese la Lucas, i cui impianti erano montati sulla maggior parte delle automobili britanniche, venne soprannominata prince of darkness (principe dell'oscurità).

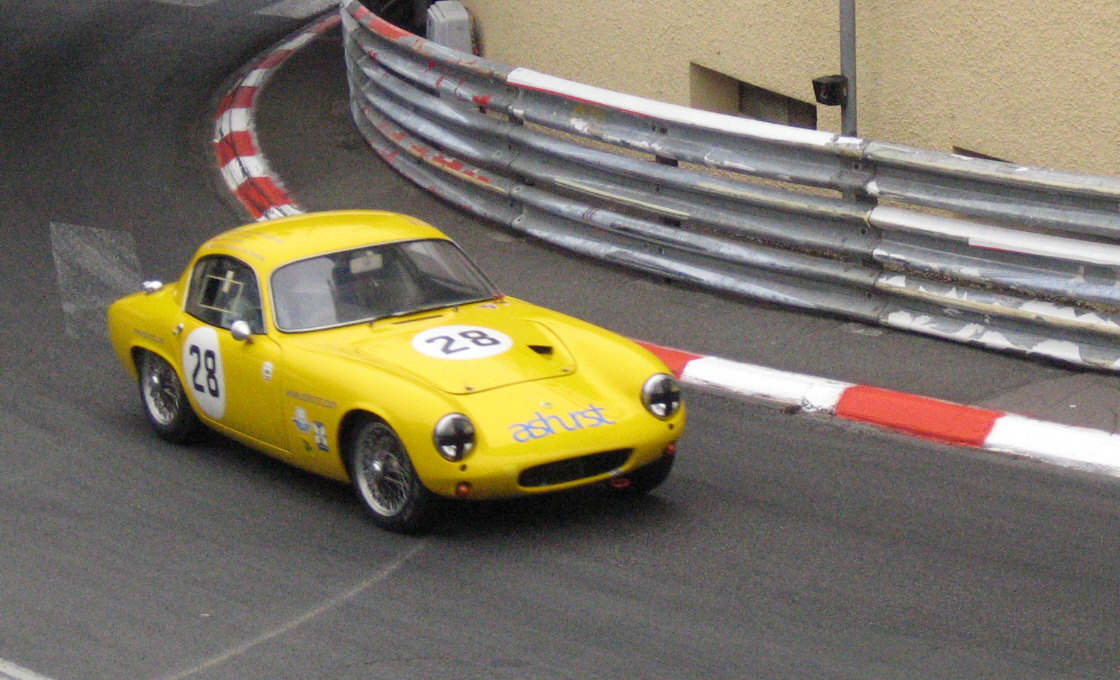
Una Lotus Elite da competizione

Nel 1959, risolti i problemi iniziali, la casa inglese decise d'impiegare la sua piccola sportiva nelle competizioni e approntò un kit di preparazione ufficiale, che includeva un potenziamento a 95 cavalli del motore e un nuovo cambio manuale a 5 rapporti prodotto dalla ZF.
La Elite ottenne numerose vittorie nella propria classe sia alla 24 Ore di Le Mans che al Nürburgring.
Nel 1960, una serie di aggiornamenti (volti, soprattutto, a migliorare l'affidabilità e la qualità costruttiva) uniti a qualche ritocco estetico, diedero vita alla Elite S2.
La produzione cessò nel 1963 dopo 1.030 esemplari prodotti (280 della prima serie e 750 delle S2).

## Seconda serie (1974-1982)
All'inizio degli anni settanta la Casa inglese, sull'onda della nuova moda delle Sport Estate, vale a dire shooting-brake pensate per unire sportività e praticità (filone inaugurato da modelli come la Reliant Scimitar GTE del 1968 e la Volvo P1800 ES del 1971), avviò il progetto (sigla interna Type 75) di una nuova sportiva a 4 posti con carrozzeria shooting-brake in fibra di vetro.

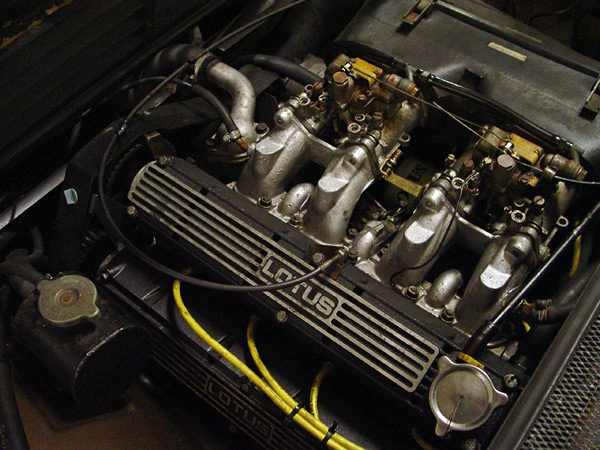
Il motore

Le più severe norme di sicurezza (specialmente negli Stati Uniti), imposero alla Lotus di abbandonare la monoscocca in vetroresina per adottare una soluzione che prevedeva un robusto telaio a trave centrale in acciaio e una carrozzeria con pannelli in fibra di vetro montati su una robusta intelaiatura di tubi d'acciaio.
A spingere la nuova sportiva provvedeva un nuovo 4 cilindri in linea bialbero 16 valvole tutto in alluminio di 1.973 cm³, che trasmetteva la sua potenza (155 cavalli) alle ruote posteriori attraverso un cambio manuale a 4 marce d'origine Ford.
Grazie alle sospensioni a 4 ruote indipendenti con triangoli sovrapposti, ai 4 freni a disco, al peso contenuto per una 4 posti lunga quasi 4,50 metri (1.158 kg) e alla corretta distribuzione dei carichi (il motore era anteriore longitudinale col cambio in blocco), la vettura era molto maneggevole e possedeva una guida molto fluida.

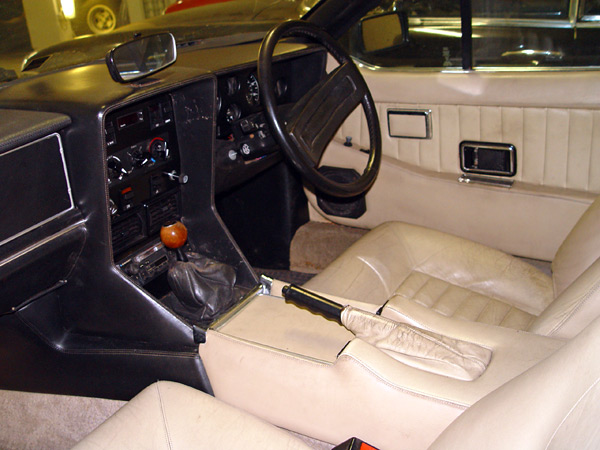
Gli interni

Insolitamente (per un costruttore che badava più al contenimento del peso che al comfort) gli interni della Elite, caratterizzati da una plancia futurista (alla cui definizione collaborò anche Giorgetto Giugiaro), erano comodi, ben rifiniti e riccamente accessoriati (a richiesta si potevano ottenere anche servosterzo e climatizzatore).
Quando debuttò (1974), la nuova Elite (che, in comune con la sua omonima di fine anni cinquanta aveva, in pratica, solo il nome) non raccolse i consensi sperati, per via della linea. Il successo inferiore alle aspettative costrinse la Lotus a lanciarne, l'anno successivo, una versione dotata di una più convenzionale coda fastback denominata Eclat.
Nel 1976 la Elite beneficiò di un nuovo cambio a 5 marce, mentre nel 1980 alcuni ritocchi marginali a carrozzeria ed interni uniti ad un incremento della cilindrata del motore a 2.174 cm³, originarono la Elite S2.
Nonostante i 200 cm³ in più la potenza cresceva di poco (da 155 a 160 cavalli), in compenso miglioravano elasticità e diminuivano consumi ed emissioni inquinanti.
La produzione cessò nel 1982. In tutto sono state costruite 2.535 Elite (di cui 2.403 prima serie e 132 S2).

## La Elite nei media
- In ambito videoludico, la Elite compare nel videogioco The Getaway (in versione Type 14).